# Liste der Kulturdenkmäler in Emsdorf
Die folgende Liste enthält die in der Denkmaltopographie ausgewiesenen Kulturdenkmäler auf dem Gebiet des Ortsteils Emsdorf der  Stadt Kirchhain, Landkreis Marburg-Biedenkopf, Hessen.
Hinweis: Die Reihenfolge der Denkmäler in dieser Liste orientiert sich an der Anschrift, alternativ ist sie auch nach der Bezeichnung oder der Bauzeit sortierbar.
Kulturdenkmäler werden fortlaufend im Denkmalverzeichnis des Landes Hessen durch das Landesamt für Denkmalpflege Hessen auf Basis des Hessischen Denkmalschutzgesetzes (HDSchG) geführt. Die Schutzwürdigkeit eines Kulturdenkmals hängt nicht von der Eintragung in das Denkmalverzeichnis des Landes Hessen oder der Veröffentlichung in der Denkmaltopographie ab.

Das Vorhandensein oder Fehlen eines Objekts in dieser Liste ist keine rechtsverbindliche Auskunft darüber, ob es Kulturdenkmal ist oder nicht: Diese Liste entspricht möglicherweise nicht dem aktuellen Stand der offiziellen Denkmaltopographie. Diese ist für Hessen in den entsprechenden Bänden der Denkmaltopographie Bundesrepublik Deutschland und im Internet unter DenkXweb – Kulturdenkmäler in Hessen einsehbar. Auch diese Quellen sind, obwohl sie durch das Landesamt für Denkmalpflege Hessen aktualisiert werden, nicht immer aktuell, da es im Denkmalbestand immer wieder Änderungen gibt.
Eine verbindliche Auskunft erteilt allein das Landesamt für Denkmalpflege Hessen.
Nutze diese Kartenansicht, um Koordinaten in der Liste zu setzen. In dieser Kartenansicht sind Kulturdenkmale ohne Koordinaten mit einem roten bzw. orangen Marker dargestellt und können in der Karte gesetzt werden. Kulturdenkmale ohne Bild sind mit einem blauen bzw. roten Marker gekennzeichnet, Kulturdenkmale mit Bild mit einem grünen bzw. orangen Marker.
| Bild                                 | Bezeichnung                          | Lage                                                                                           | Beschreibung | Bauzeit                       | Daten |
| ------------------------------------ | ------------------------------------ | ---------------------------------------------------------------------------------------------- | --- | ----------------------------- | ----- |
| Bild gesucht BW                      | Gebäudegruppe                        | Allendorfer Straße 1/1a LageFlur: 3, Flurstück: 20/1                                           | Wohnhaus (Mitte 18. Jh.) und Scheune (20. Jh.) | 1740–1760 (ca.)               |       |
| Bild gesucht BW                      | Dreiseithof                          | Allendorfer Straße 2 LageFlur: 3, Flurstück: 68                                                | bestehend aus Gasthaus, Wirtschaftsgebäude und Saalbau. Tür noch im Original erhalten. | 1880–1899 (ca.)               |       |
| Bild gesucht BW                      | Zweiseithofanlage                    | Allendorfer Straße 3 LageFlur: 3, Flurstück: 163/19                                            | | 1882                          |       |
| Bild gesucht BW                      | Wohnhaus                             | Allendorfer Straße 7 LageFlur: 4, Flurstück: 41                                                | | 1700–1749 (ca.)               |       |
| Bild gesucht BW                      | Hakenhof                             | Alte Kreisstraße 1 LageFlur: 4, Flurstück: 30                                                  | | 1870–1899 (ca.)               |       |
| Bild gesucht BW                      | Scheune                              | Alte Kreisstraße 3 LageFlur: 4, Flurstück: 37/1                                                | | 1870–1899 (ca.)               |       |
| Bild gesucht BW                      | Hofanlage                            | Alte Kreisstraße 5 LageFlur: 3, Flurstück: 86                                                  | | 1870–1899                     |       |
| Bild gesucht BW                      | Dreiseithof                          | Alte Kreisstraße 7/7a LageFlur: 3, Flurstück: 89                                               | | 1880 (um)                     |       |
| Bild gesucht BW                      | Ehemaliges Schulhaus                 | Alte Schulstraße 2 LageFlur: 3, Flurstück: 101                                                 | | 1900–1930 (ca.)               |       |
| Bild gesucht BW                      | Zweiseithof                          | Burgholzer Straße 1 LageFlur: 3, Flurstück: 40                                                 | | 1600–1649 (ca.)               |       |
| Bild gesucht BW                      | Wohnhaus                             | Burgholzer Straße 2 LageFlur: 3, Flurstück: 28/2                                               | | 1905                          |       |
| Bild gesucht BW                      | Wohnhaus                             | Burgholzer Straße 3 LageFlur: 3, Flurstück: 37                                                 | | 1850–1899 (ca.)               |       |
| Bild gesucht BW                      | Kruzifix                             | Hatzbacher Straße (o.Nr.) LageFlur: 4, Flurstück: 74                                           | | n.n.                          |       |
| Bild gesucht BW                      | Scheune                              | Im Gefälle (o.Nr.) LageFlur: 3, Flurstück: 38/8                                                | | 1800–1899 (ca.)               |       |
| Bild gesucht BW                      | Stallscheune                         | Im Gefälle 2 LageFlur: 3, Flurstück: 34/1                                                      | | 1700–1799 (ca.)               |       |
| Bild gesucht BW                      | Backhaus                             | Königstraße (o.Nr.) LageFlur: 3, Flurstück: 56/1                                               | | 1900–1933 (ca.)               |       |
| Bild gesucht BW                      | Transformatorenhäuschen              | Königstraße (o.Nr.) LageFlur: 3, Flurstück: 85                                                 | | 1900–1933                     |       |
| Bild gesucht BW                      | Heljestock                           | Königstraße (o.Nr.) LageFlur: 3, Flurstück: 197/2                                              | Inschrift: „LAS MICH HOREN TAS TROSTLICHE WORT TIR WERTEN TEINE SUNT VERGEBEN“ | 1723                          |       |
| Bild gesucht BW                      | Hofanlage                            | Königstraße 5 LageFlur: 3, Flurstück: 77                                                       | | 1900–1920 (Ca.)               |       |
| Bild gesucht BW                      | Dreiseithof                          | Königstraße 10 LageFlur: 3, Flurstück: 78                                                      | Stallgebäude aus dem 19. Jh. | 1750–1799 (ca.)               |       |
| Katholische Kirche Mariä Himmelfahrt | Katholische Kirche Mariä Himmelfahrt | Unter der Kirche 1 LageFlur: 3, Flurstück: 18                                                  | Innenausstattung im Rokokostil mit leicht gewölbte Stuckdecke. Altäre und Kanzel in Stuckmarmor. Stattlicher, dreiflügeliger Hochaltar. Orgel aus dem 18. Jh. Kirchhof mit Lourdes-Grotte und Kriegerehrenmal. | 1748                          |       |
| Bild gesucht BW                      | Zweiseithof                          | Unter der Kirche 2 LageFlur: 3, Flurstück: 15                                                  | Scheune datiert auf 1790 | 1700–1790 (ca.)               |       |
| Bild gesucht BW                      | Scheune                              | Unter der Kirche 3 LageFlur: 3, Flurstück: 21                                                  | | 1804                          |       |
| Bild gesucht BW                      | Hof                                  | Unter der Kirche 5 LageFlur: 3, Flurstück: 24                                                  | Wohnhaus modifiziert Anfang 20. Jh. | 1800 (um)                     |       |
| Bild gesucht BW                      | Dreiseithof                          | Willersdorfer Straße 3 LageFlur: 4, Flurstück: 56                                              | Scheunengebäude erst zur ersten Hälfte des 19. Jh errichtet | 1700–1799 (ca.)               |       |
| Bild gesucht BW                      | Dorflinde                            | Zur Dorflinde (o.Nr.) LageFlur: 4, Flurstück: 54                                               | | mehrhundertjährige Dorflinde. |       |
| Bild gesucht BW                      | Kruzifix                             | außerhalb Ortsanlage an der Straße von Emsdorf nach Stadtallendorf LageFlur: 8, Flurstück: 101 | | 1948 (Erneuerung)             |       |
| Bild gesucht BW                      | Heiligenhäuschen                     | außerhalb Ortsanlage, westlich des Orts LageFlur: 14, Flurstück: 172/95                        | | 1900–1999 (ca.)               |       |